# Boró (Horvátország)
Boró (horvátul: Borovo, szerbül: Борово) falu és község Horvátországban, Vukovár-Szerém megyében.

## Fekvése
Vukovár központjától légvonalban 5, közúton 10 km-re északra, az Erdőd-Gombos határátkelőtől 25 km-re délnyugatra, a Nyugat-Szerémségben, a Duna jobb partján fekszik. 

## Története
A településtől északnyugatra, a Duna magaspartján fekvő „Gradac” nevű régészeti lelőhelyen előkerült leletek tanúsága szerint területe az őskor óta folyamatosan lakott volt. A Duna partjának megcsúszása által láthatóvá vált rétegekben újkőkori, kőrézkori (a vučedoli, a kosztoláci és a bádeni kultúra) és középkori települések maradványait találták. A középkori leletek a második Avar Kaganátus és Bijelo Brdo-kultúra temetőjéhez tartoznak. A Duna partján részben megmaradt a középkori Boró várának központi platója az azt övező árokkal.
A középkori Boró első írásos említése 1231-ből, II. András király adományleveléből származik, melyben a valkóvári uradalmat a Csák nemzetségnek adja. Még 1263 előtt egy Mihály nevű birtokosnak és Mihály nevű apjának a tulajdonába került. 1323-ban I. Károly magyar király a hűtlenségbe esett Domokos nádor fiainak valkó és pozsegamegyei birtokait, köztük „Borh” birtokát dunai révjével és vásárvámjával együtt File fia Miklósnak adományozza. Hetivásárait már ekkor réginek mondják. 1386-ban a Mikolai és Iregi család osztozkodott rajta.1427-ben a magbanszakadt Mikolai Mihály birtokát Zsigmond magyar király Garai Jánosnak adta zálogba. Ekkor Borót már „Oppidum Borok” néven mezővárosként említik. Egy Szent-Margit szűz tiszteletére szentelt kőtemplom és a Boldogságos Szűz tiszteletére szentelt Ágoston-rendi kőzárda állt benne. A Garai család csak 1438-ban kapja meg a birtokot királyi adományként és egészen a család kihalásáig, 1481-ig birtokolták. Valószínűleg ők építették Boró várát, mely 1481-ben Mátyás király oklevelében „Boroh simulcum castello” alakban bukkan fel először. Ebben a király a Garai Jób magszakadása folytán megürült valkómegyei Boroh castellumot és oppidumot a szintén valkómegyei Lowazy, Polgar és a többi név szerint felsorolt birtokkal együtt Lendvai Bánfi Miklósnak és testvérének Jakabnak adományozza. Ezután Bánfi Miklós fia János birtokolta egészen 1527-ig, amikor I. Ferdinánd magyar király Enyingi Török Bálintnak adományozta. Közben az 1526-os török hadjárat során a vár és a település már török kézre került és valószínűleg elnéptelenedett. 
1540-ben a Felső-Drinamentéről és a Lim mellékéről szerb családok települtek be. A térség 1691-ben a szalánkeméni csata után végleg felszabadult. A szerbek első ismert elöljárója 1711-ben Petar Radaković kenéz volt. 1761 és 1764 között felépítették Szent István vértanú tiszteletére szentelt templomukat. Az első iskola 1853-ban nyílt meg a településen. 1880 körül Boró önálló község lett, első címerábrázolása, mely a maival megegyezik 1884-ből ismert. 
Az első katonai felmérés térképén „Borova” néven található. Lipszky János 1808-ban Budán kiadott repertóriumában „Borovo” néven szerepel. Nagy Lajos 1829-ben kiadott művében „Borovo” néven 123 házzal, 79 katolikus és 698 ortodox vallású lakossal találjuk.
 

A településnek 1857-ben 1774, 1910-ben 1929 lakosa volt. Szerém vármegye Vukovári járásához tartozott. Az 1910-es népszámlálás adatai szerint lakosságának 91%-a szerb, 4%-a német, 3%-a magyar anyanyelvű volt. A település az első világháború után az új szerb-horvát-szlovén állam, majd később (1929-ben) Jugoszlávia része lett. A fejlődés jele volt a Batina gumi és cipőgyár 1931-es megnyitása és a dolgozók betelepülésével a lakosság számának növekedése. 1941 és 1945 a Független Horvát Államhoz tartozott, majd a szocialista Jugoszlávia fennhatósága alá került. A háború után a település Vukovár község része lett. Az 1980-as években kivált belőle Borovo Naselje, mely Vukovár egyik városrésze lett. 1991. május 2-án több halálos áldozatot követelő összecsapás zajlott a településen a   horvát rendőri erők, valamint a szerb milícia és a szerb félkatonai egységek között. 
1991-től a független Horvátország része. 1991-ben lakosságának 80%-a szerb, 9%-a horvát, 6%-a jugoszláv nemzetiségű volt. A településnek 2011-ben 5056 lakosa volt.

## Gazdaság
A település bőséges természeti erőforrásokkal rendelkezik, mely kedvező feltételeket nyújt a hagyományos gazdálkodáshoz, az állattenyésztéshez, a kisvállalkozások fejlődéséhez és a kereskedelemhez. A község előremutató tervekkel és lehetőségekkel rendelkezik a gazdaság fejlesztésében, különös tekintettel a szolgáltatási tevékenységekre, a mezőgazdaságra, a vadászatra és a halászatra. Nagyon jók a feltételek a turizmus fejlesztéséhez is itt a Duna mentén.

## Népessége
| Lakosság változása | Lakosság változása | Lakosság változása | Lakosság változása | Lakosság változása | Lakosság változása | Lakosság változása | Lakosság változása | Lakosság változása | Lakosság változása | Lakosság változása | Lakosság változása | Lakosság változása | Lakosság változása | Lakosság változása | Lakosság változása |
| ------------------ | ------------------ | ------------------ | ------------------ | ------------------ | ------------------ | ------------------ | ------------------ | ------------------ | ------------------ | ------------------ | ------------------ | ------------------ | ------------------ | ------------------ | ------------------ |
| 1857               | 1869               | 1880               | 1890               | 1900               | 1910               | 1921               | 1931               | 1948               | 1953               | 1961               | 1971               | 1981               | 1991               | 2001               | 2011               |
| 1.774              | 1.996              | 1.812              | 1.977              | 2.021              | 1.929              | 1.793              | 2.066              | 2.677              | 2.869              | 5.759              | 4.859              | 7.610              | 6.442              | 5.360              | 5.056              |

## Nevezetességei
Szent István vértanú tiszteletére szentelt pravoszláv temploma 1761 és 1764 között épült késő barokk stílusban. Egyhajós épület félköríves apszissal és a főhomlokzat fölé emelkedő, kétemeletnyi magas harangtoronnyal. A főhomlokzat egyszerű kialakítású, a torony földszintjén található a félköríves záródású főbejárat. A főhomlokzat földszinti részét profilozott koszorú zárja, felette hullámvonalas attika emelkedik. A tornyot barokk toronysisak fedi. A belső tér baldahinos mennyezettel, míg a szentély félkupolával fedett. A berendezés a 18. század végén készült. Az ikonosztázon 49 ikon található. A négy aranyozott keretben Szent János apostol, Keresztelő Szent János, Szent István vértanú és Szent Miklós ábrázolása látható, a másik oldalon szárnyas angyalfejek találhatók. A két kovácsoltvas rács medalionjaiban ószláv szövegek olvashatók. Három evangéliumos könyv bársonyosan kötött és ezüstvasalatú, melyeket a 18. század végén és a 19. század elején Oroszországban nyomtattak.

## Kultúra
A „Branislav Nušić” kulturális és művészeti egyesületet 1951-ben alapították. Az egyesületnek ma mintegy kétszáz aktív tagja van, akik négy szekcióban tevékenykednek: folklórcsoport, képzőművészeti csoport, színjátszó csoport és tamburazenekar. 
A „Dani Borova” és a „Borovsko leto” fesztiválok keretében a településen több művészeti, sport és szórakoztató rendezvényt tartanak:
- Nemzetközi Folklórfesztivál
- „Prvi glas Borova” amatőr énekverseny
- „Borovski vašar” kézművesvásár
- Kispályás labdarúgótorna
- A borói nyugdíjasok verses ünnepi estje
- „Borovska fišijada” halfőzőverseny
- Nemzetközi alkotótábor

## Oktatás
A helyi oktatás kezdetei a 18. század második feléig nyúlnak vissza. Az első iskolaépület (a mai nyugdíjasház) 1853-ban épült. 1936 augusztus 15-én ünnepélyesen megnyitották az Állami Népiskola új épületét, mely „Sándor, az első egyesítő lovagkirály” nevét vette fel. Az iskola megnyitóján és felszentelésében számos magas rangú köztisztviselő, valamint őszentsége a szerb pátriárka megbízottja is részt vett. Az iskolaépület, amely az akkori Jugoszláv Királyság egyik legmodernebb intézménye volt, 8 osztályteremmel, elektromos világítással, vízvezetékkel, központi fűtéssel, egy kis tornateremmel, fürdővel és egy, az iskola mellett épült röplabdapályával rendelkezett. Az 1936/37-es tanévben 6 osztályban 310 tanuló vett részt az oktatásban. A második világháború után az iskolát „Božidar Maslarić” általános iskolára nevezték át. 1960-ig hétosztályos, majd napjainkig nyolcosztályos iskolaként működött. 1977-ben egy 300 férőhelyes iskolai tornatermet építettek. A településen ma nyolcosztályos általános iskola működik.
- „Zlatokosa” (korábban „Maslačak”) óvoda

## Sport
- NK „Sloga” Borovo labdarúgóklub. A klubot 1926-ban SK „Hajduk” néven alapították. a csapat jelenleg (2017.) a megyei 2. ligában szerepel.
- ŠK „Sloga” sakk-klub
- KK „Sloga” karateklub
- SRD „Sloga” sporthorgász egyesület
- ŠSK „Sloga” Borovo iskolai sportklub kosárlabda, röplabda, kézilabda, futball és asztalitenisz szekciókkal.

## Egyesületek
- LD „Borovo” vadásztársaság
- UU „Borovo” nyugdíjas egyesület
- Antifasiszta Harcosok Szövetsége
- „Milena” Borovo méhészeti egyesület
- Ozreni és Szávamenti szerbek szövetsége
- „Plavi Dunav” egyesület
- BUM borovói ifjúsági egyesület
- „Feniks” állattenyésztők és állatvédők egyesülete
- SKD Prosvjeta Borovo